# دیگ‌آباد
دیگ‌آباد یک منطقهٔ مسکونی در ایران است که در استان کرمان واقع شده‌است. دیگ‌آباد ۳۰ نفر جمعیت دارد.